# Liste der Monuments historiques in Trévron
Die Liste der Monuments historiques in Trévron führt die Monuments historiques in der französischen Gemeinde Trévron auf.

## Liste der Bauwerke
| Bezeichnung      | Beschreibung                  | Standort | Kennzeichnung | Schutzstatus | Datum | Bild |
| ---------------- | ----------------------------- | -------- | ------------- | ------------ | ----- | ---- |
| Schloss Chalonge | Erbaut im 15./16. Jahrhundert | (Lage)   | PA00089739    | Inscrit      | 1926  |      |

## Liste der Objekte

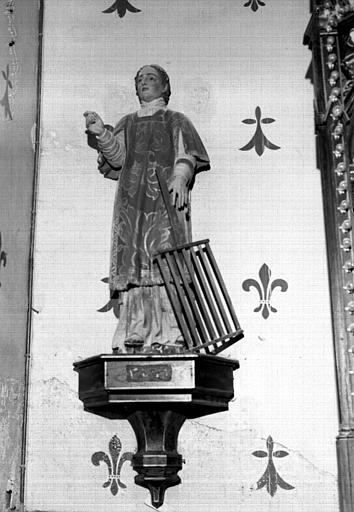
Skulptur des heiligen Laurentius (18. Jahrhundert) in der Kirche St-Laurent

- Monuments historiques (Objekte) in Trévron in der Base Palissy des französischen Kultusministeriums